# Крещеновка
Креще́новка (каз. Крещеновка) — село у складі Осакаровського району Карагандинської області Казахстану. Входить до складу Карагайлинського сільського округу.
Населення — 66 осіб (2021; 160 у 2009, 260 у 1999, 274 у 1989).
Національний склад станом на 1989 рік:
- росіяни — 70 %.